# Baronía de Gracia Real
La Baronía de Gracia Real es un título nobiliario español creado el 14 de septiembre de 1798 por el rey Carlos IV de España para José Joaquín Domínguez y Pareja-Obregón, natural de Lucena (Córdoba), (1745-1821).

## Titulares
- José Joaquín Domínguez y Pareja-Obregón, I Barón de Gracia Real.

- Juan Nepomuceno Domínguez y Sangrán, II.

- Joaquín Domínguez y Caro, III.

- Juan Nepomuceno Domínguez y Osborne, IV.

- Joaquín Domínguez Manjón, V.

- Juan Nepomuceno Domínguez y Pérez, VI.

## Nota
1. ↑  Existen también los títulos de Marqués de la Gracia Real (1832), Conde de Gracia Real (1790) y Vizconde de Gracia Real (1826).

- Datos: Q5719750